# Casa dell’Efebo
Bei der Casa dell’Efebo (Haus des Epheben) handelt es sich um ein großes Wohnhaus in Pompeji (I 7, 9-11), das einst einer wohlhabenden Familie gehört haben muss. Das Haus wurde 1912 und 1925 ausgegraben. Es ist reich mit gut erhaltenen Wandmalereien ausgestattet, die heute eine der Hauptattraktionen der antiken Stadt darstellen. 

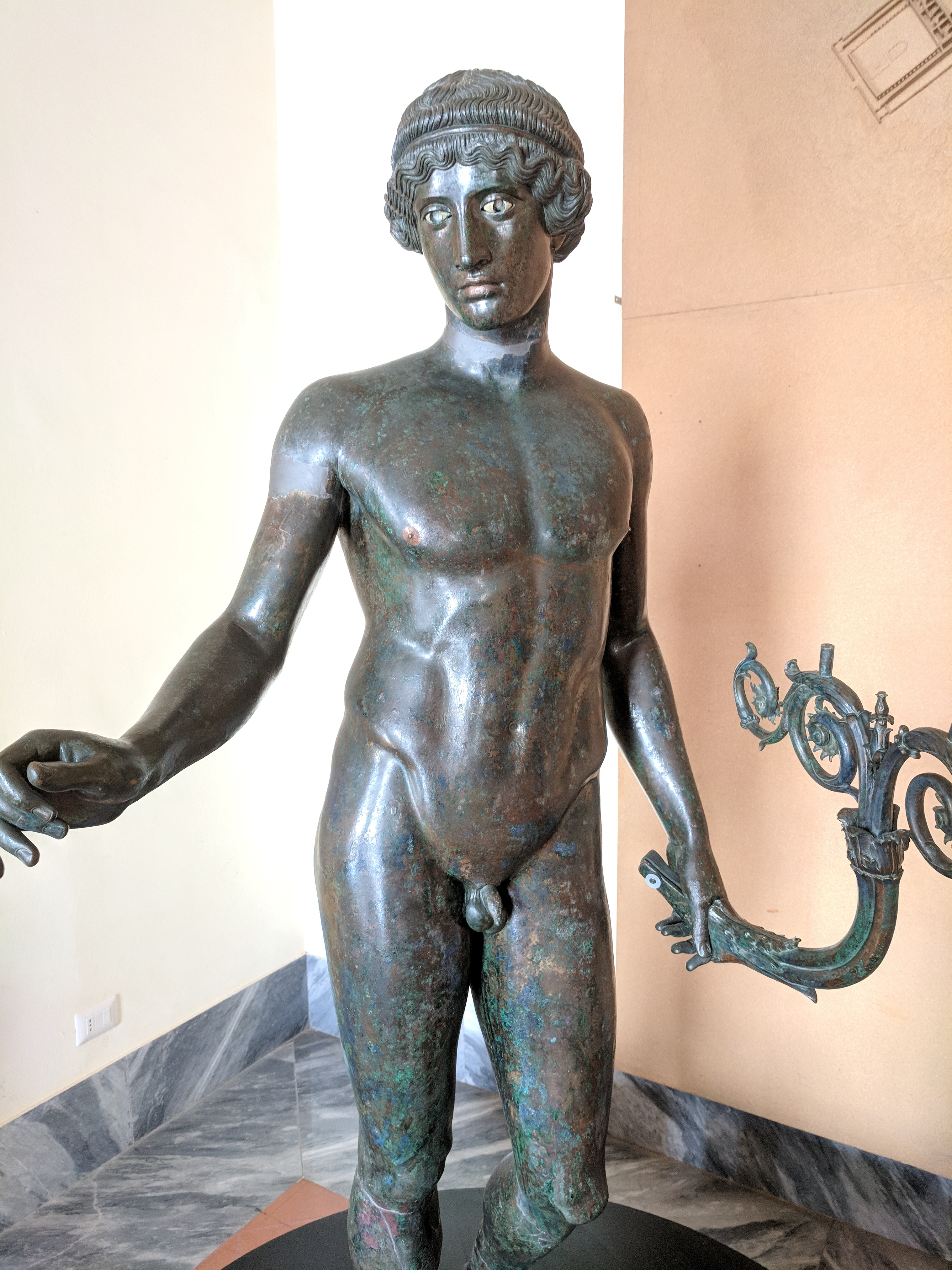
Bronzestatue eines Epheben

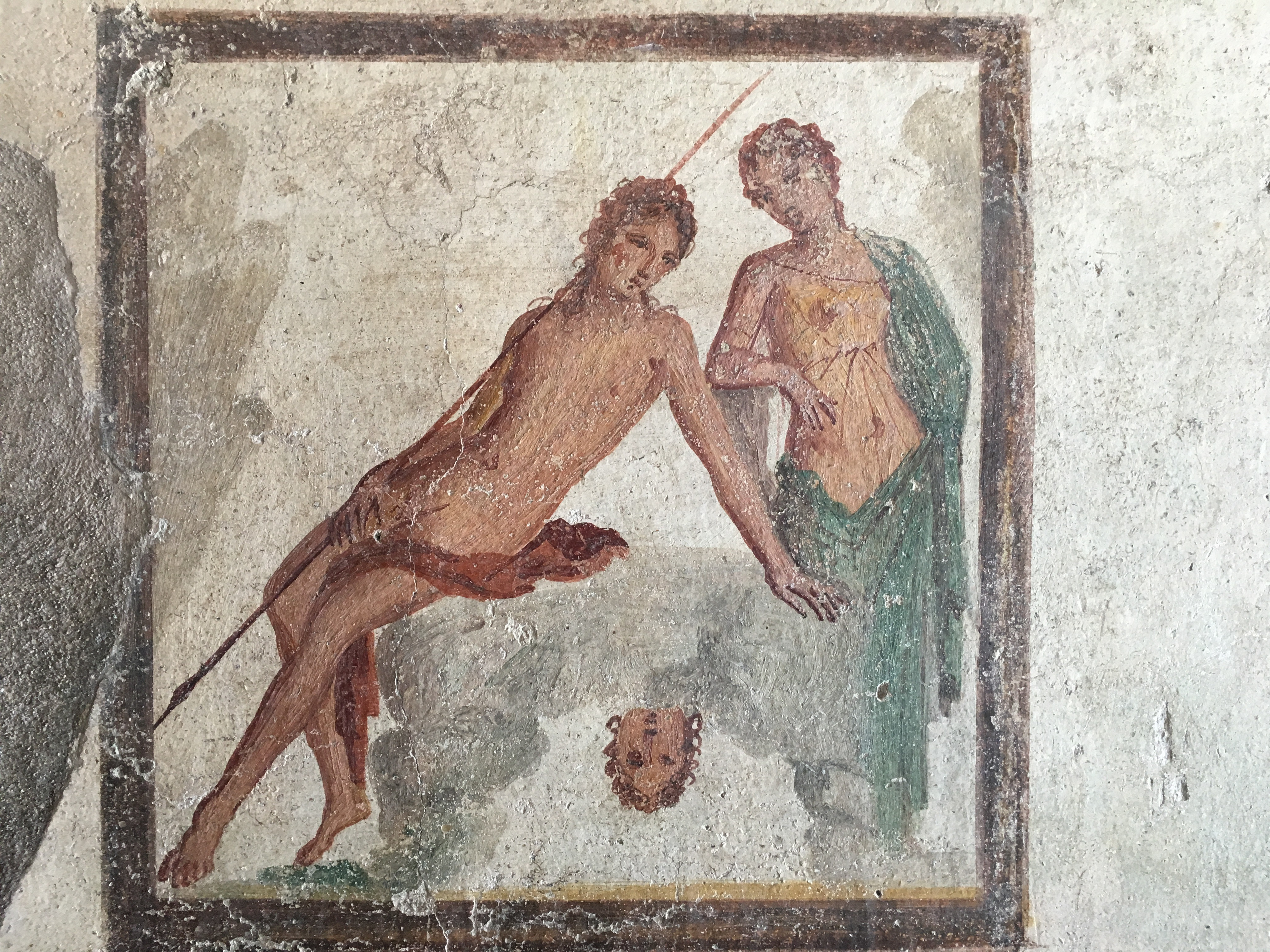
Narziss

## Beschreibung
Die Wohnanlage besteht aus mehreren kleineren Häusern, die im Lauf der Zeit zusammengelegt wurden, weshalb das Haus einen komplizierten Grundriss hat. Dadurch besitzt es auch mehrere Atrien. Der letzte Besitzer war P. Cornelius Tage. Teile der Anlage wurden zur Zeit des Vulkanausbruches von 79 n. Chr. renoviert. Ein Eingang im Norden des Hauses fand sich mit Balken verrammelt. Die Holzteile sind heute als Gipsabgüsse erhalten. Das Haus hat ein im 4. Stil ausgemaltes Triclinium. Man sieht hier auf hellem Grund feste Architekturen. Der Boden des Raumes ist mit buntem Marmor ausgelegt. Hier fanden sich auch die Reste diverser Klinen. Daneben findet sich ein kleineres Triclinium mit einem Bodenmosaik, das florale Motive zeigt. Die angrenzenden Räume, die alle um ein Atrium angeordnet sind, zeigen einfache Malereien im 4. Stil. Es handelt sich um diverse Felderdekokationen auf hellem Grund. Als zentrale Bildelemente findet man meist einzelne Tiere, Stillleben, Greifen, aber auch mythologische Szenen, wie das Bild des Narziss. 
Das große Triclinium öffnet sich nach Süden, wo sich ein Gartentriclinum befindet. Die Klinen sind hier gemauert und zeigen auf ihren Seiten eine Nillandschaft mit Pygmäen und einer erotischen Szene. Hier findet sich auch das Lararium des Hauses. Die Wände des Gartenraumes zeigen eine Jagd auf wilde Tiere. Lawrence Richardson Jr. schreibt diese Malereien dem Lucius zu, dem einzigen namentlich bekannten Maler aus Pompeji. Diverse andere Wandbilder, wie das Bild des Narziss, schreibt er dem von ihm so genannten Adone-Ferito-Maler zu. Er beurteilt die Qualität dieser Bilder als eher mäßig.
Das Haus erhielt seinen modernen Namen durch den Fund der Bronzestatue eines Epheben, die zu einem Lampenständer umfunktioniert worden war. Die Statue fand sich eingewickelt. In den Resten einer Truhe fanden sich vier Bronzestatuetten, die eventuell Kuchenverkäufer darstellen, die als Hausierer keinen guten Ruf hatten. Die Figuren stellen alte, nackte Männer dar und fallen durch ihren schonungslosen Realismus auf.

## Galerie

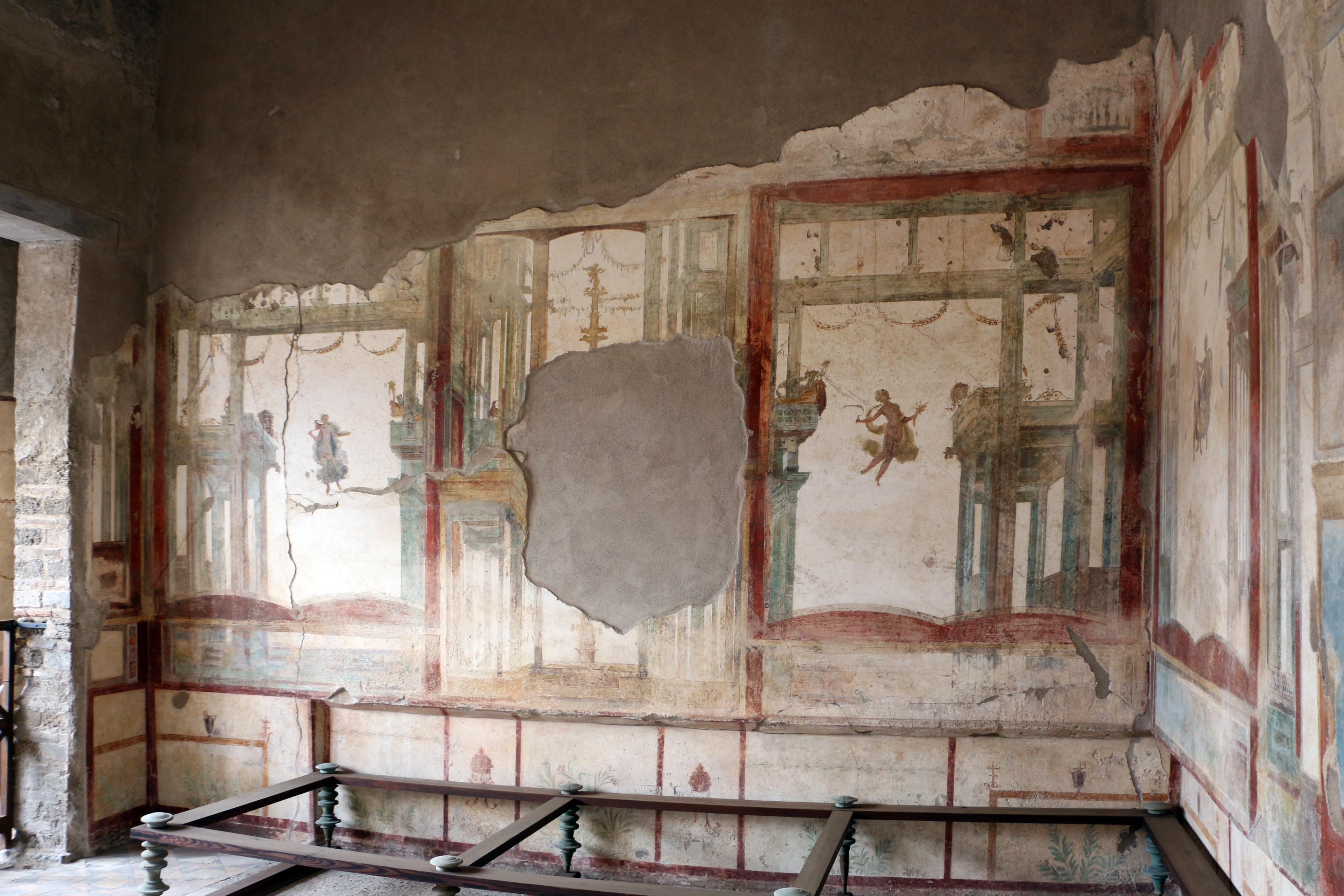
Das Triclinium mit Klinen und Wandmalereien
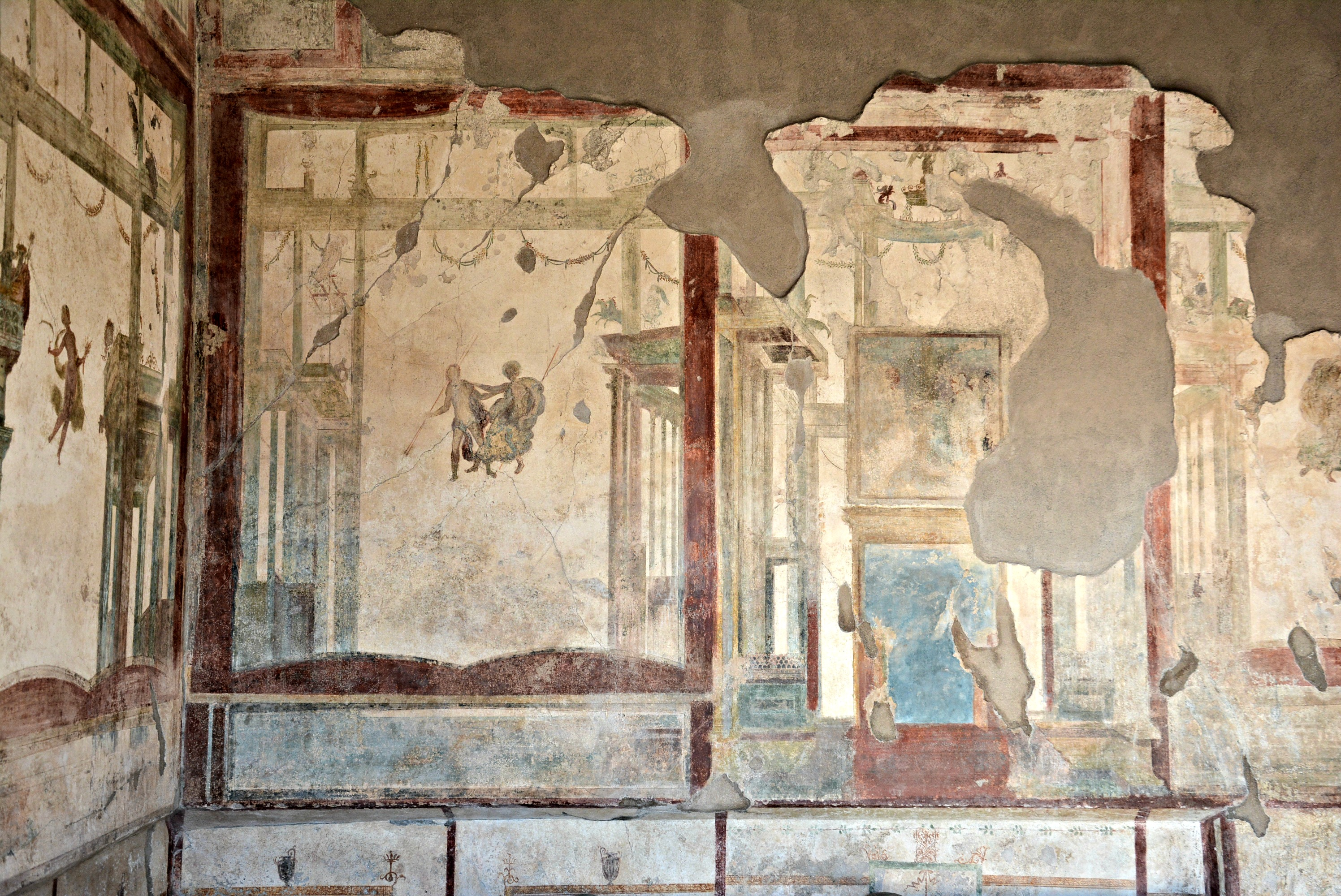
Wandmalereien im Triclinium
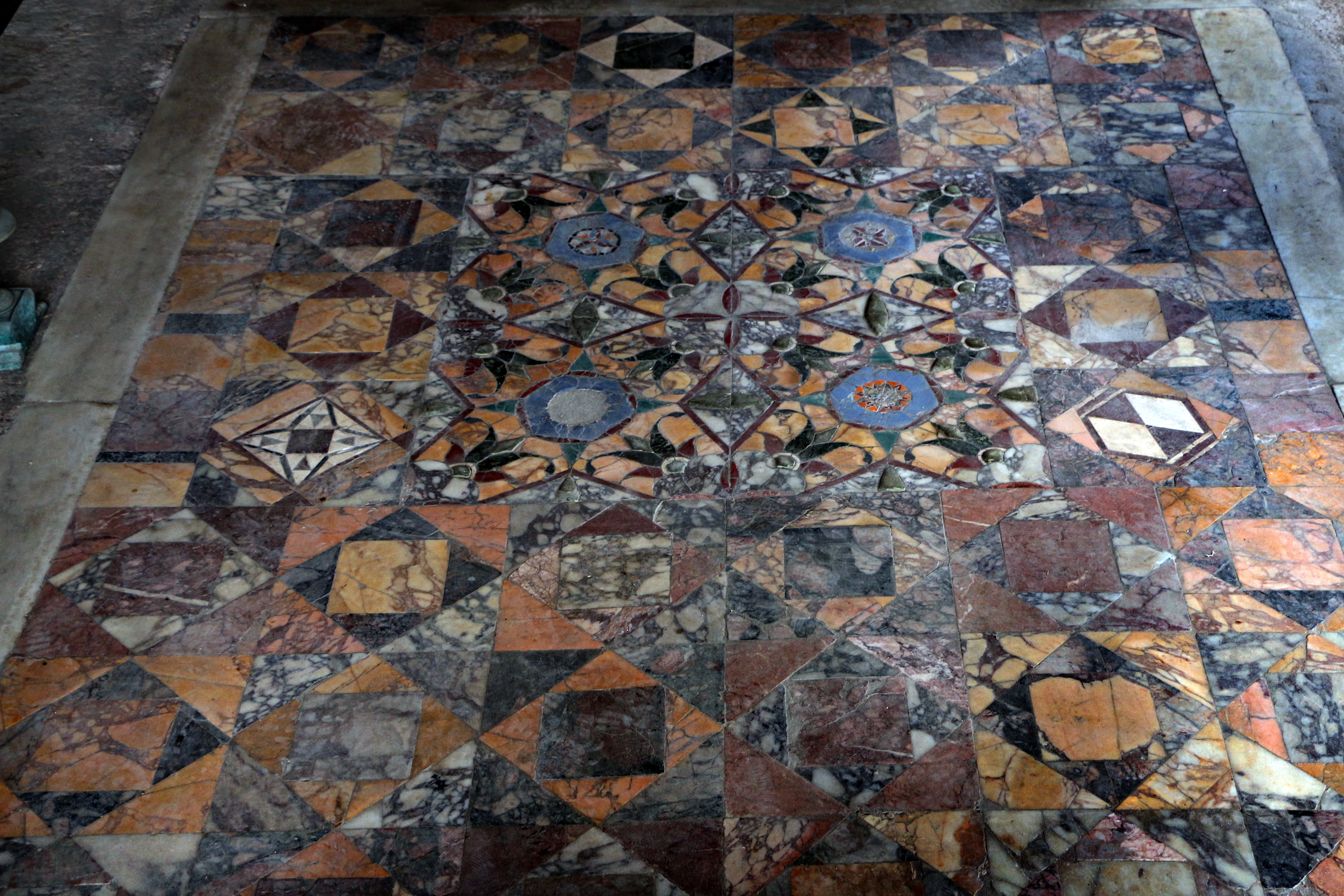
Marmorboden im großen Triclinium
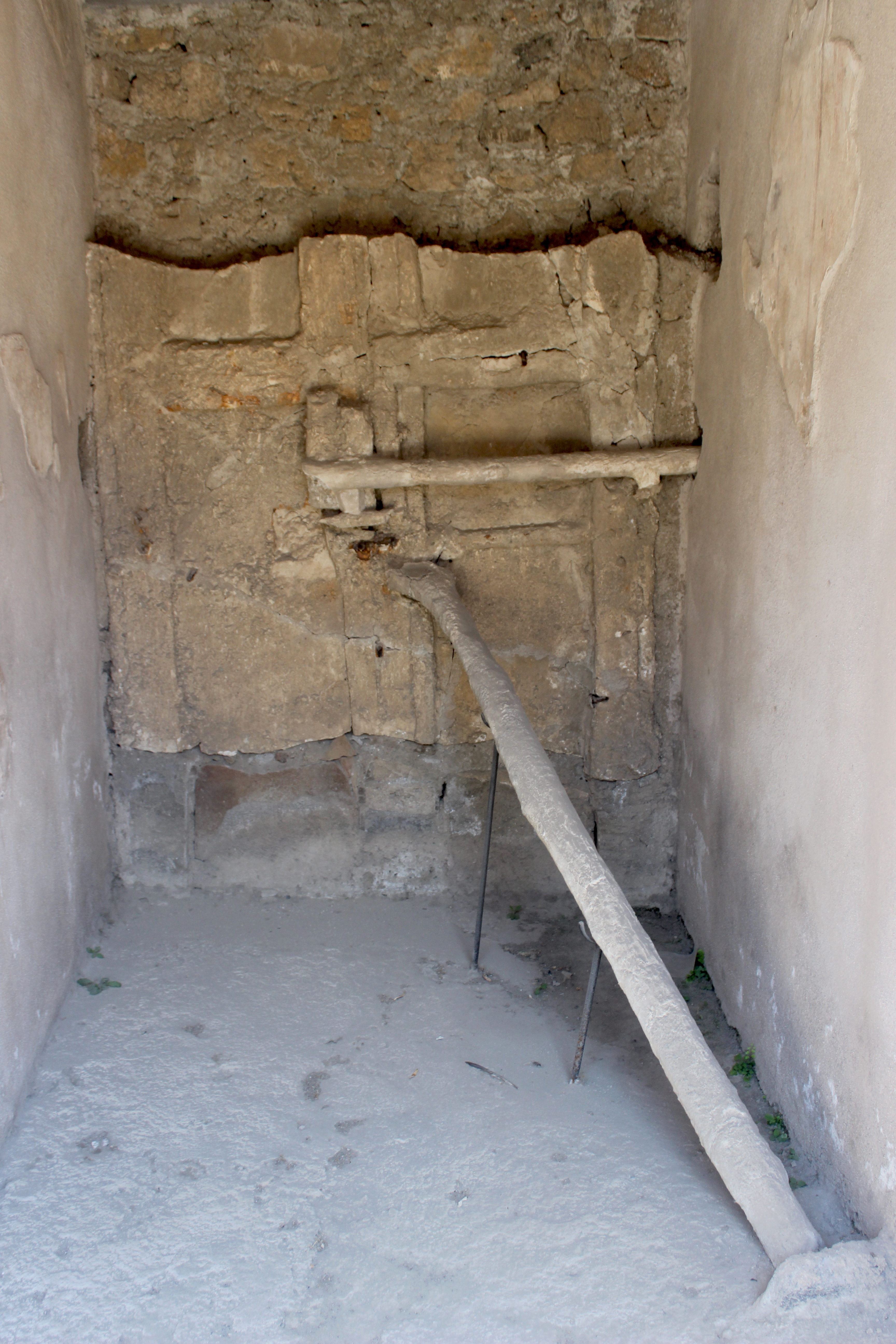
Gipsabguss einer hölzernen Tür
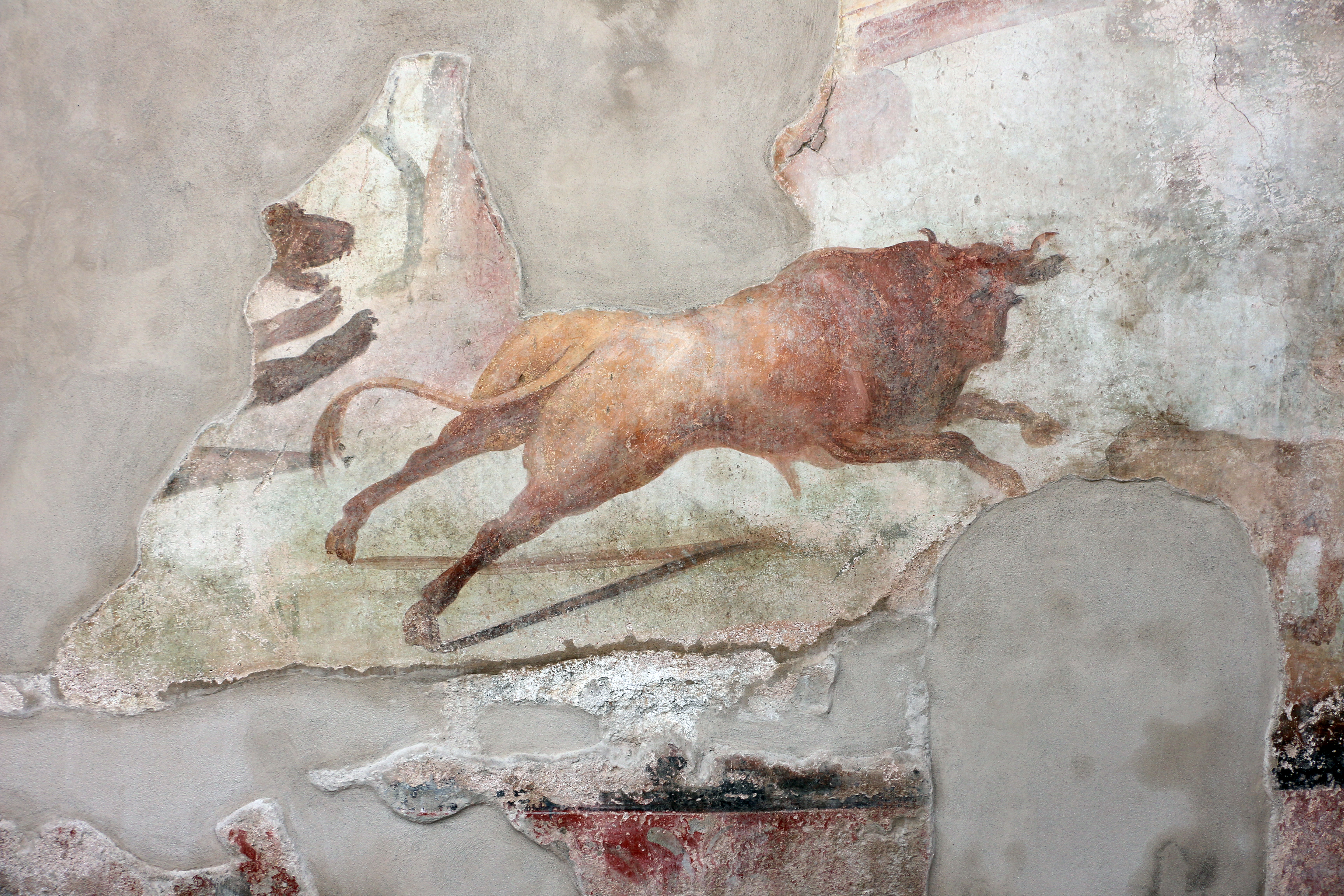
Jagdszene im offenen Triclinum
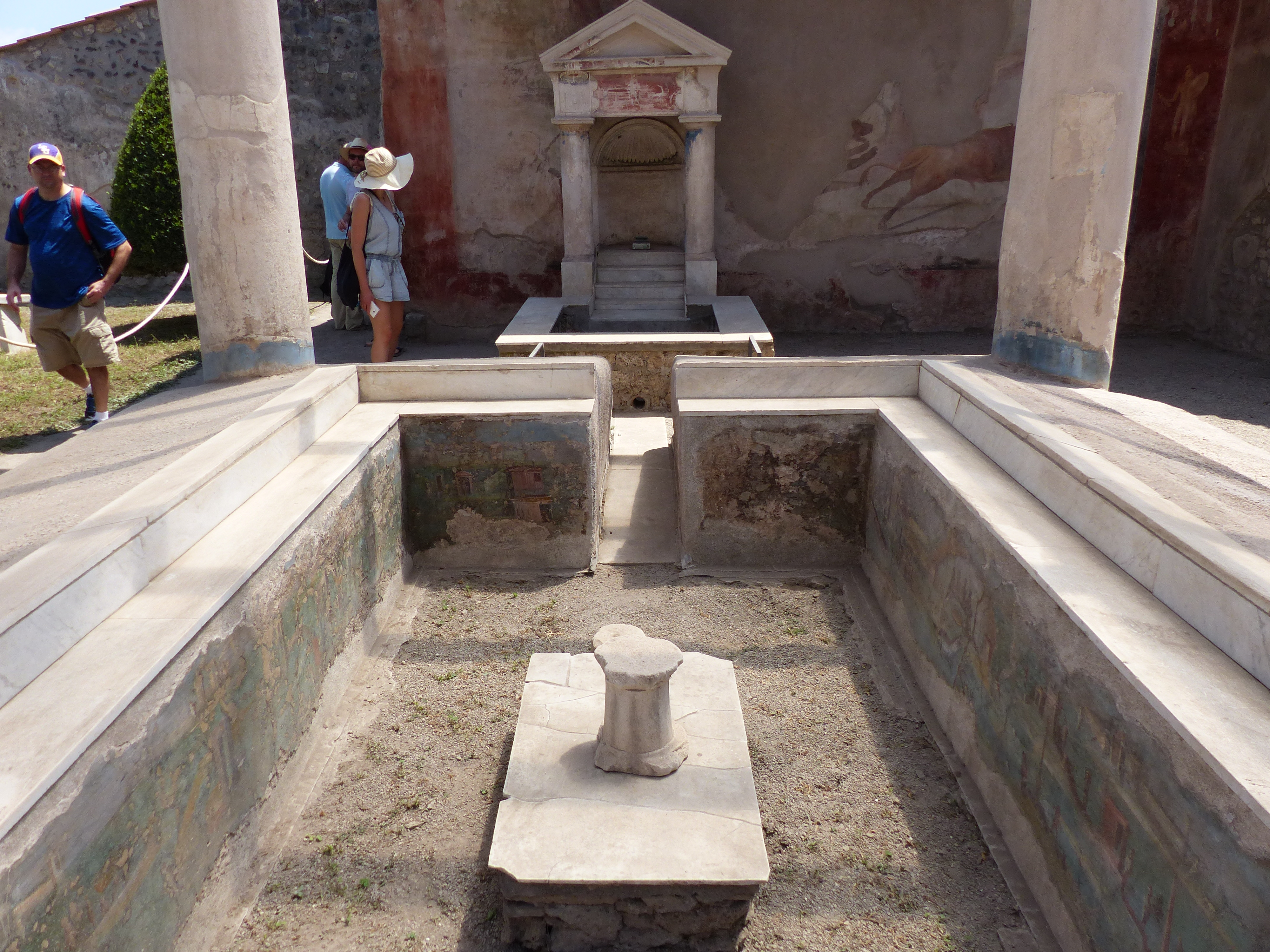
Offenes Triclinum
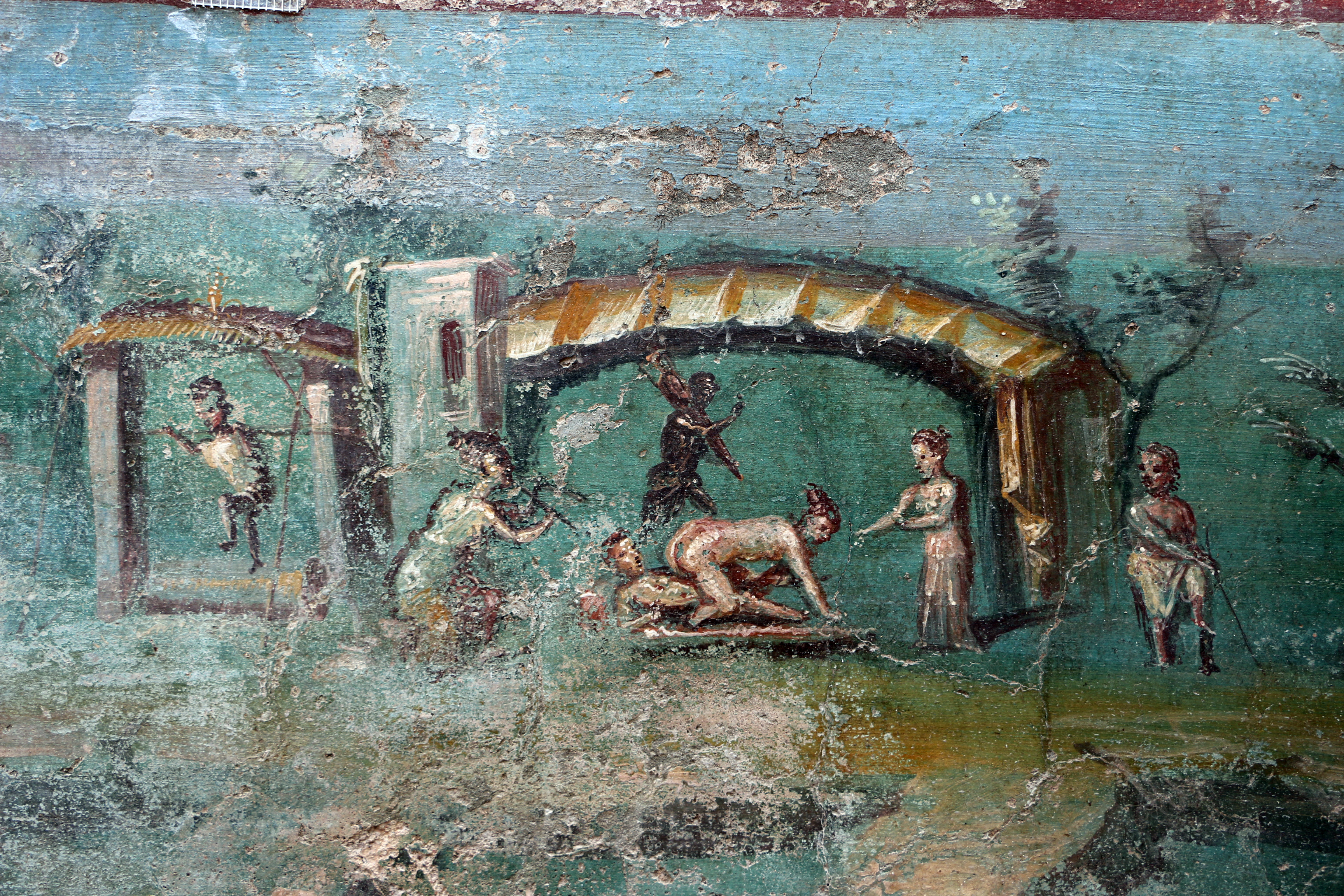
Nillandschaft mit erotischer Szene
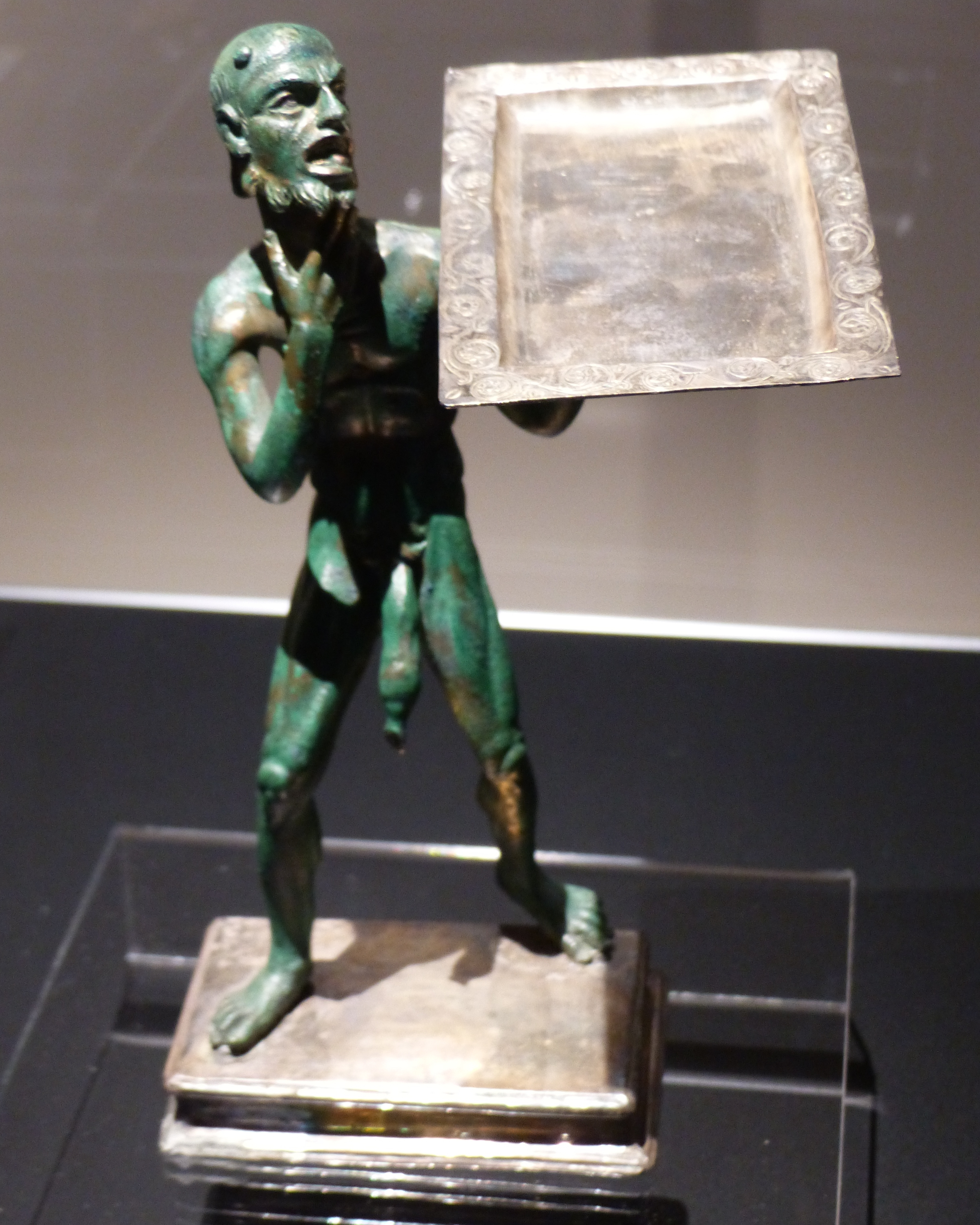
Bronzestatuette